# ソユーズ24号
ソユーズ24号（Soyuz 24 、ロシア語: Союз 24）は、1977年に行われ、サリュート5号を目指したソビエト連邦の無人宇宙飛行である。サリュート5号を訪れた3度目で最後のミッションで、ソビエト連邦が純粋に軍事目的で行った最後のミッションである。宇宙飛行士のヴィクトル・ゴルバトコとユーリ・グラズコフは、前のソユーズ21号のミッションが毒性の蒸気のために中断した後の、宇宙ステーションの再起動を行った。
彼らは、生物学及び材料科学の実験を行った。その他、写真偵察や前のミッションが突然中断したため残されたままになっていた作業等を行った。ソユーズ24号の乗組員は、18日間宇宙に滞在し、地球に帰還した。サリュートは、その6か月後に軌道を離れた。

## 乗組員
- 船長 - ヴィクトル・ゴルバトコ(2)
- フライトエンジニア - ユーリ・グラズコフ(1)

### バックアップ
- 船長 - アナトリー・ベレゾボイ
- フライトエンジニア - Mikhail Lisun

### リザーブ
- 船長 - Vladimir Kozelsky
- フライトエンジニア - Vladimir Preobrazhensky

## ミッションハイライト
ゴルバトコとグラズコフは、数か月前にサリュート5号へのドッキングに失敗したソユーズ23号のバックアップ要員であった。ソユーズ24号は1977年2月7日に打ち上げられ、翌日、サリュート5号とのドッキングに成功した。しかし、乗組員はその後11時間余りの間、宇宙ステーション内には入らなかった。ソユーズ21号の乗組員が退去する原因となった蒸気の問題は、解決していたか新しい乗組員によって対処されたと推測された。彼らは呼吸器具を付けてステーション内に入り、安全であると分かり、呼吸器具を外す前に多くの大気の試験を行った。
この飛行には特別な目的があり、長期滞在を意図していたものではなかったとも推測されている。どちらにしても、操作用のステーションの燃料は、長期滞在を行うのには少なかった。
彼らは、ソユーズ21号の乗組員が始めた実験の続きを行い、地球の資源を調査し、生物学や材料科学の実験も行った。しかし、アルマース軍事サリュート計画の一環として、他の秘密の計画も行われたようである。この飛行は、軍事用のサリュート宇宙ステーションへの最後の飛行となっただけではなく、ソビエト連邦が行う最後の純粋な軍事のミッションとなった。
2月21日、乗組員はテレビで放映された空気の入れ換え実験を行った。ステーションの一端から徐々に空気を排出し、ソユーズの軌道モジュールに積まれたタンクから100kgの空気を放出した。これは、プログレス補給船による将来の宇宙ステーションの空気補充の試験となった。
彼らは2月23日にソユーズの再起動を行い、2月25日にアルカルイク近郊に着陸した。翌日、サリュートは写真や実験機材カプセルを放出し、ソビエト連邦領内で回収された。ステーション自体は、8月8日に軌道を外れた。

## パラメータ
- 質量: 6,800 kg
- 近点: 184.7 km
- 遠点: 346.2 km
- 軌道傾斜角: 51.65°
- 軌道周期: 89.52分